# David Abwo
David Solomon Abwo (ur. 10 maja 1986 w Dżos) – nigeryjski piłkarz występujący na pozycji pomocnika.

## Kariera
Do końca sezonu 2013/2014 występował w Zagłębiu Lubin, jednak kontrakt po spadku drużyny do I ligi nie został przedłużony. W lipcu 2014 zdecydował się podpisać kontrakt z turecką drużyną Giresunspor występującą w TFF 1. Lig.

## Sukcesy
Nigeria U-20
- mistrzostwo Afryki: 2005
- wicemistrzostwo świata: 2005